# Сагарматха (зона Непала)
Сагарматха (непальск. सगरमाथा अञ्चल) — зона (территориальная единица) в восточной части Непала. Эта зона включает в себя горные районы Гималаев (в том числе гору Джомолунгму) на севере, холмистые районы в центре и заболоченые равнинные районы (Тераи) на юге. Граничит с Тибетским автономным районом (Китай) на севере, штатом Бихар (Индия) на юге, зонами Непала Коси на востоке и Джанакпур на западе.
Упразднена в 2015 вследствие нового административного деления.

## География
Название зоны Сагарматха произошло от непальского названия горы Джомолунгма, расположенной на крайнем севере зоны в черте Национального парка «Сагарматха» (1148 км²) в районе Солу Кхумбу.
В Сагарматхе находятся крупные залежи магния, здесь расположена магниевая шахта Кампугхат.

## Административное деление
Состоит из шести районов:
- Кхотанг
- Окхалдхунга
- Саптари
- Сираха
- Солукхумбу
- Удаяпур

Административный центр зоны расположен в городе Раджбирадж, центре района Саптари.

## Населённые пункты
Основные поселения зоны Сагарматха:
- Катари, Окхалдхунга, Диктел, Саллери, Намче-Базар — северные и центральные горные районы;
- Триюга (Гайгхат) — внутренние Тераи;
- Лахан, Раджбирадж, Сирах — внешние Тераи.